# René Prosper Tassin
Pour les articles homonymes, voir Tassin.
René Prosper Tassin, né à Lonlay-l'Abbaye le 17 novembre 1697 et mort à Paris le 10 septembre 1777, est un historien bénédictin français.

## Biographie
Bénédictin de la congrégation de Saint-Maur, dont il rédigea l'histoire, dom Tassin connut dom Toustain à Jumièges. Comme ils étaient du même pays, à peu près du même âge, et le même goût pour l'étude, un vif attachement les unit bientôt l'un à l'autre et ils commencèrent à travailler en commun. La mort seule devait briser un jour cette union toujours respectée par les supérieurs de l'ordre qui ne les envoyèrent jamais l'un sans l'autre dans les diverses abbayes qui leur furent tour à tour désignées comme lieux de résidence.
Il fut moine à l'abbaye Saint-Ouen de Rouen puis à l'abbaye des Blancs-Manteaux de Paris. Il travailla vingt-deux ans avec son ami dom Toustain à une édition des œuvres de saint Théodore Studite, qui ne fut jamais imprimée faute d'éditeur.

## Publications

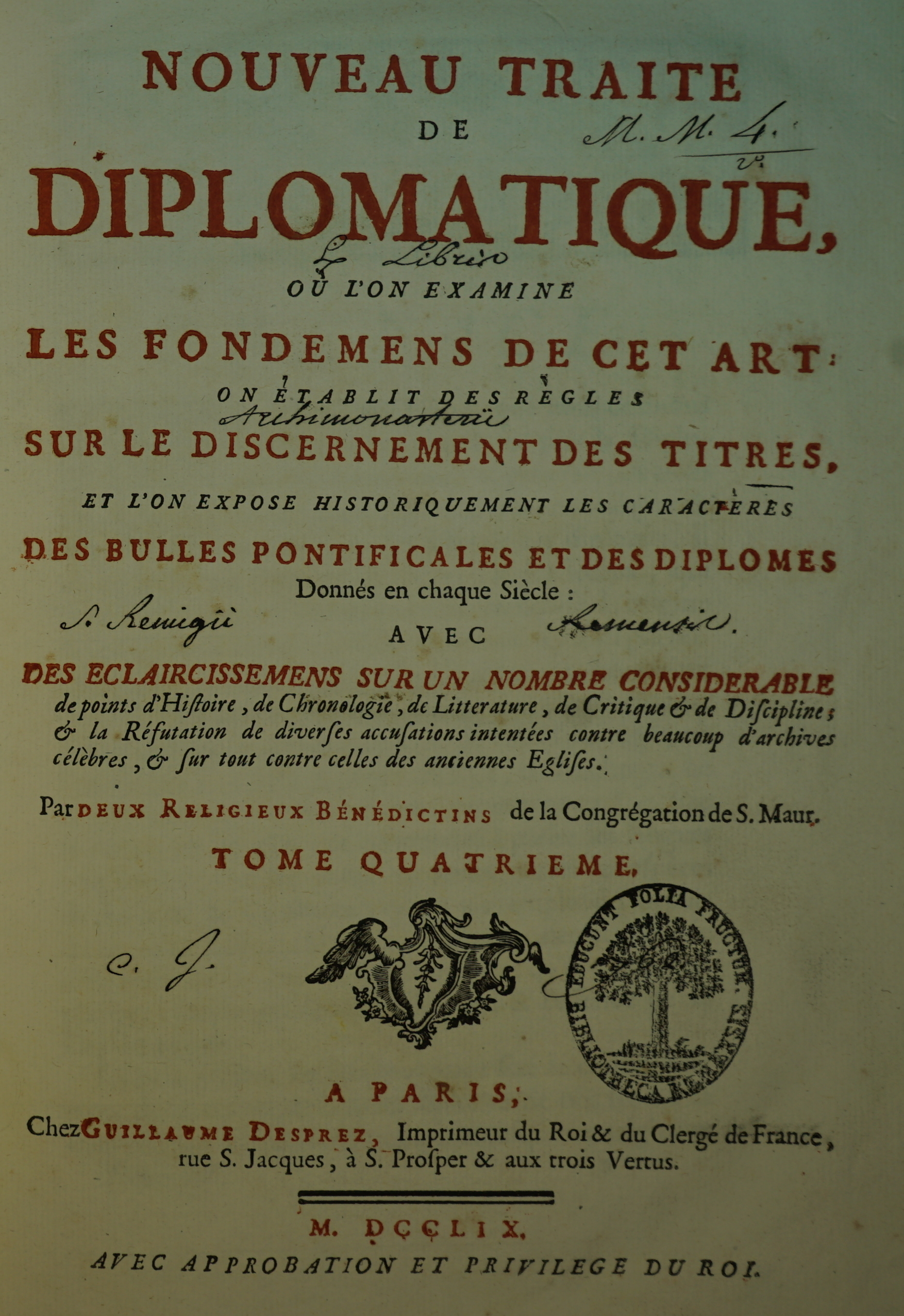
Nouveau traité de diplomatique..., bibliothèque Carnegie (Reims).

- Nouveau traité de diplomatique, où l'on examine les fondements de cet art, on établit des règles sur le discernement des titres et l'on expose historiquement les caractères des bulles pontificales et des diplômes donnés en chaque siècle, par deux religieux bénédictins de la Congrégation de Saint-Maur, 6 vol., 1750-1765.Avec dom Charles-François Toustain. Les quatre derniers volumes ont été publiés par Tassin après la mort de Toustain.
- Histoire littéraire de la Congrégation de Saint-Maur, où l'on trouve la vie et les travaux des auteurs qu'elle a produits, depuis son origine en 1618 jusqu'à présent, avec les titres des livres qu'ils ont donnés au public et le jugement que les savans en ont porté ; ensemble la notice de beaucoup d'ouvrages manuscrits composés par des bénédictins du même corps, 1770 lire sur Google Livres
- Supplément à l'Histoire littéraire de la congrégation de Saint-Maur par Ulysse Robert, 1881 Texte en ligne.
- Nouveau supplément à l'Histoire littéraire de la congrégation de Saint-Maur. Notes de Henry Wilhelm, publiées et complétées par Dom Ursmer Berlière, avec la collaboration de D. Antoine Dubourg et de A.-M.-P. Ingold, 3 vol., 1908-1932.Texte en ligne 1 2 3
- Histoire de l'abbaïe de Saint-Vandrille depuis l'an 1604 jusqu'en 1734, Fontenelle, Abbaye de Saint-Wandrille, 1936.